# Лабишин
Лабишин (пољ. Łabiszyn) град је у Пољској у Војводству кујавско-поморском. По подацима из 2012. године број становника у месту је био 4544.

## Становништво
| 2012. |
| ----- |
| 4.544 |